# Юн Вон Чол
Юн Вон Чол (кор. 윤 원철; нар. 3 липня 1989, Північна провінція Пхьонан) — північнокорейський борець греко-римського стилю, бронзовий призер та чемпіон світу, дворазовий бронзовий призер чемпіонату Азії, срібний призер Азійських ігор, учасник двох Олімпійських ігор.

## Життєпис
Боротьбою почав займатися з 2004 року.
Виступає за борцівський клуб «25 квітня» Північна провінція Пхьонан. Тренер — Чо Хек.

## Спортивні результати на міжнародних змаганнях

### Виступи на Олімпіадах
| Змагання                    | Збірна | Вагова категорія                 | Місце |
| --------------------------- | ------ | -------------------------------- | ----- |
| Літні Олімпійські ігри 2012 | КНДР   | греко-римська боротьба, до 55 кг | 15    |
| Літні Олімпійські ігри 2016 | КНДР   | греко-римська боротьба, до 59 кг | 10    |

### Виступи на Чемпіонатах світу
| Змагання                        | Збірна         | Вагова категорія                 | Місце  |
| ------------------------------- | -------------- | -------------------------------- | ------ |
| Чемпіонат світу з боротьби 2011 | Північна Корея | греко-римська боротьба, до 55 кг | 5      |
| Чемпіонат світу з боротьби 2013 | Північна Корея | греко-римська боротьба, до 55 кг | Золото |
| Чемпіонат світу з боротьби 2015 | Північна Корея | греко-римська боротьба, до 59 кг | Бронза |

### Виступи на Чемпіонатах Азії
| Змагання                       | Збірна         | Вагова категорія                 | Місце  |
| ------------------------------ | -------------- | -------------------------------- | ------ |
| Чемпіонат Азії з боротьби 2011 | Північна Корея | греко-римська боротьба, до 55 кг | 7      |
| Чемпіонат Азії з боротьби 2013 | Північна Корея | греко-римська боротьба, до 55 кг | Бронза |
| Чемпіонат Азії з боротьби 2014 | Північна Корея | греко-римська боротьба, до 59 кг | Бронза |
| Чемпіонат Азії з боротьби 2016 | Північна Корея | греко-римська боротьба, до 66 кг | 5      |

### Виступи на Азійських іграх
| Змагання           | Збірна         | Вагова категорія                 | Місце  |
| ------------------ | -------------- | -------------------------------- | ------ |
| Азійські ігри 2010 | Північна Корея | греко-римська боротьба, до 55 кг | 7      |
| Азійські ігри 2014 | Північна Корея | греко-римська боротьба, до 59 кг | Срібло |

### Виступи на інших змаганнях
| Змагання                                                  | Збірна         | Вагова категорія                 | Місце  |
| --------------------------------------------------------- | -------------- | -------------------------------- | ------ |
| Турнір Дана Колова — Николи Петрова 2013                  | Північна Корея | греко-римська боротьба, до 55 кг | Бронза |
| Чемпіонат світу з боротьби серед військовослужбовців 2013 | Північна Корея | греко-римська боротьба, до 55 кг | Золото |
| Кубок Ядегара Імама 2014                                  | Північна Корея | греко-римська боротьба, до 59 кг | Срібло |
| Золотий Гран-прі з боротьби 2015                          | Північна Корея | греко-римська боротьба, до 59 кг | 5      |